# Naraha
Naraha (楢葉町?, Nahara-machi) è una cittadina giapponese della prefettura di Fukushima.

## Storia

### Periodo Edo e restaurazione Meji
Sin dai primi anni del 1600, durante il periodo Edo, l'area dell'odierna Naraha faceva parte della provincia di Mutsu ed era inclusa nei possedimenti tenryō (天領? lett. Terra dell'imperatore) dello shogunato Tokugawa. Dopo la restaurazione Meiji del 1 aprile 1889, furono creati i villaggi di Kido e Tatsuta, che si fusero nel 1956 per formare l'odierna città di Naraha.

### Età contemporanea
L'11 marzo 2011 alle 14:46 circa, si abbatté sulla cittadina un fortissimo terremoto noto alla storia come terremoto del Tōhoku. Il terremoto, di magnitudo 8,9/9,0 è stato il più potente mai misurato in Giappone e il quarto a livello mondiale. Al terremoto seguì un maremoto con onde straordinariamente alte e veloci (nella prefettura di Iwate raggiunsero 40 m di altezza e 750 km/h di velocità). Naraha subì una grande devastazione.
Come conseguenza del terremoto, la vicinissima centrale nucleare di Fukushima Dai-ni, che dista solo 5 km dal centro abitato, si spense con una procedura di emergenza e riuscì a raffreddare i suoi reattori in tempo prima dello tsunami, cosa che non accadde alla centrale nucleare di Fukushima Dai-ichi e da cui scaturì il famoso disastro.
Dal 2011 al 2015, la città è stata evacuata a causa del disastro nucleare di Fukushima Dai-ichi. L'intera area della città rientrava nella zona di esclusione di 20 km intorno alla centrale. Il 1º agosto 2012 il governo ha allentato l'ordine di restrizione consentendo ai residenti di visitare le loro case durante le ore diurne, ma non consentendo il pernottamento. Nel marzo 2014, Naraha ha completato i lavori di decontaminazione nelle sue aree residenziali, anche se i livelli di radiazioni sono rimasti elevati in alcune aree della città e molti edifici erano ancora in rovina. Entro aprile 2015, i residenti potevano pernottare se richiedevano il permesso e l'ordine di evacuazione è stato revocato completamente a partire dal 4 settembre 2015. Naraha è la prima di numerose città vicino alla centrale nucleare ad essere stata riaperta ai residenti. Gli sforzi di riparazione e ricostruzione sono in corso a Naraha dal 2016 e numerosi punti di riferimento della città sono stati ricostruiti.
Nel 2018 vennero riaperte le scuole elementari. Nel 2020, la popolazione contava meno di 3 800 abitanti, meno della metà della popolazione pre-disastro, che arrivava a 8,188 persone.